# Часцовский сельский округ
Часцовский сельский округ — упразднённая административно-территориальная единица, существовавшая на территории Одинцовского района Московской области в 1994—2006 годах.
Часцовский сельсовет был образован в первые годы советской власти. По данным 1919 года он входил в состав Шараповской волости Звенигородского уезда Московской губернии.

## Хронология
19 декабря 1922 года Часцовский с/с был передан в Перхушковскую волость.
В 1926 году Часцовский с/с включал 1 населённый пункт — село Часцы.
В 1929 году Часцовский сельсовет вошёл в состав Звенигородского района Московского округа Московской области. При этом к нему были присоединены Борковский и Молоденовский с/с.
17 июля 1939 года Часцовский с/с был упразднён, а его территория (селение Часцы) передана в Татарковский сельсовет.
14 июня 1954 года Часцовский с/с был восстановлен путём объединения Богачевского и Татарского с/с.
7 декабря 1957 года Звенигородский район был упразднён и Часцовский с/с был передан в Кунцевский район.
28 июля 1960 года в связи с упразднением Кунцевского района Часцовский с/с был передан в восстановленный Звенигородский район.
1 февраля 1963 года Звенигородский район был упразднён и Часцовский с/с вошёл в Звенигородский сельский район. 11 января 1965 года Часцовский с/с был передан в новый Одинцовский район.
3 февраля 1994 года Часцовский с/с был преобразован в Часцовский сельский округ.
В ходе муниципальной реформы 2004—2005 годов Часцовский сельский округ прекратил своё существование как муниципальная единица. При этом все его населённые пункты были переданы в Сельское поселение Часцовское.
29 ноября 2006 года Часцовский сельский округ исключён из учётных данных административно-территориальных и территориальных единиц Московской области.